# Kitagucsi Haruka
Kitagucsi Haruka (Aszahikava, 1998. március 16. –) olimpiai és világbajnok japán atléta. Fő versenyszáma a gerelyhajítás.

## Pályafutása
Kitagucsi gyerekkorában többféle sportágat is kipróbált, az úszást és a tollaslabdát is. Középiskolás korában kezdett gerelyt hajítani, két hónappal megnyerte Hokkaidó régió bajnokságát.
2015-ben megnyerte az ifjúsági világbajnokságot Kolumbiában. Egy évvel később a Lengyelországban rendezett junior világbajnokságon nyolcadik lett. A 2017-es universiadén a 10. helyen végzett. Egy oszakai nemzetközi atlétikai versenyen 2019 májusában új japán csúccsal, 64,36 méterrel győzött. 2019 októberében megszerezte első japán bajnoki címét, 66,00 méteres dobásával az országos rekordon is javítani tudott.
2019-től Csehországban él és edz.
2021 júniusában 61,49 méterrel nyerte meg újra az országos bajnokságot Oszakában. Kijutott az augusztusi tokiói olimpiára. Ott a selejtezőből 62,06 méteres dobásával hatodik legjobbként jutott döntőbe, ahol 55,42 méteres volt a legjobb eredménye, ezzel pedig a 12. helyen végzett.
2022-ben a szezon elején 63,93 méterrel győzött egy Tokióban rendezett atlétikai versenyen. Júniusban az országos bajnokságon ismét győzni tudott és egyre kiegyensúlyozottabb formát mutatott. A 2022-es atlétikai világbajnokságon Eugene-ben a selejtező első dobásával 64,32 métert ért el és ezzel a legjobbként jutott döntőbe. A döntőben végül utolsó, 63,27 méteres dobásával tudta két centiméterrel megelőzni a kínai Liu Si-jinget, így a dobogó legalsó fokát megszerezve bronzérmes lett. A szezonban mind az öt Diamond League versenyen elindult, amelyen rendeztek női gerelyhajítás számot. A párizsi és a sziléziai versenyt megnyerte, ezen kívül szerzett még két ezüst és egy bronzérmet.
2023-ban a japán országos bajnokságon 59,92 méteres dobásával Szaitó Marina mögött második lett. Egy héttel később a párizsi Diamond League versenyen 65,09 méteres eredménnyel győzött. Júliusban a lengyelországi Chorzówban rendezett Diamond League versenyt 67,04 méteres dobásával nyerte, amivel ő lett a szezon legjobb eredményével rendelkező gerelyhajítója az augusztusi budapesti világbajnokságon. A világbajnokság döntőjének utolsó dobása előtt 63,00 méteres legjobbjával a harmadik helyen állt, az utolsó körben ezen jelentősen javítani tudott és 66,73 méteres dobásával a kolumbiai Flor Ruizt megelőzve megnyerte a világbajnoki címet. Ebben a szezonban az öt Diamond League versenyből négyet is meg tudott nyerni, egy második hely mellett. Ezzel ő lett 2023-ban a sorozat legjobbja, egyéni és japán országos csúcsát pedig a szeptemberi brüsszeli versenyen 67,38 méterre javította. A Nemzetközi Atlétikai Szövetség decemberben őt is jelölte az év legjobb atlétája választásra.
A 2024-es szezonban 65,21 méteres legjobb eredményével érkezett a párizsi olimpiára. Ennél az évben Flor Ruiznak volt jobb eredménye 66,70 méterrel. A selejtezőben mindketten elsőre megdobták a továbbjutást jelentő szintet. A döntőben Kitaguchi Haruka első dobásával 65,80 métert dobott, amivel megszerezte az olimpiai bajnoki címet. A szezon végén a Diamond League döntőjében is győzni tudott, ott 66,13 métert ért el.

## Egyéni legjobbjai
| Versenyszám   | Eredmény | Helyszín          | Időpont             |
| ------------- | -------- | ----------------- | ------------------- |
| Gerelyhajítás | 67,38 m  | Brüsszel, Belgium | 2023. szeptember 8. |